# Campeonato regional de fútbol de Fogo 2017-18
El campeonato regional de Fogo 2017-18 es el campeonato que se juega en la isla de Fogo. Comenzó el 28 de octubre de 2017 y terminó el 25 de marzo de 2018. El torneo lo organiza la federación de fútbol de Fogo.
Vulcânicos es el equipo defensor del título. De segunda división ascendió el Nova Era y el Atlético Mosteiros y perdieron la categoría el Juventude y Baxada. Un total de 10 equipos participan en la competición, se juegan 18 jornadas a ida y vuelta. Los partidos de los equipos de São Filipe juegan en el estadio 5 de Julho y  en caso de ser necesario en el nuevo campo de São Lourenço, los de Mosteiros en el estadio Francisco José Rodrigues, los equipos de Santa Catarina do Fogo juegan en el estadio de Monte Pelado. El ganador participará el campeonato caboverdiano de fútbol 2018, y los dos que terminan en novena y décima posición descienden a segunda división. La segunda división está compuesta por doce equipos que se dividen en dos grupos.

## Equipos participantes
| Equipo                 | Localidad  | Estadio                          |
| ---------------------- | ---------- | -------------------------------- |
| ABC FC                 | São Filipe | Estadio 5 de Julho               |
| Académica do Fogo      | São Filipe | Estadio 5 de Julho               |
| Atlético dos Mosteiros | Mosteiros  | Estadio Francisco José Rodrigues |
| Botafogo FC            | São Filipe | Estadio 5 de Julho               |
| Cutelinho FC           | Mosteiros  | Estadio Francisco José Rodrigues |
| Nô Pintcha             | Mosteiros  | Estadio Francisco José Rodrigues |
| Nova Era FC            | São Filipe | Estadio 5 de Julho               |
| Spartak D'Aguadinha    | São Filipe | Estadio 5 de Julho               |
| Valência               | São Filipe | Estadio 5 de Julho               |
| Vulcânicos             | São Filipe | Estadio 5 de Julho               |

## Tabla de posiciones
| Pos.                                          | Equipo                 | PJ | PG | PE | PP | GF | GC | Dif. | Pts. |
| --------------------------------------------- | ---------------------- | -- | -- | -- | -- | -- | -- | ---- | ---- |
| 1                                             | Vulcânicos             | 5  | 5  | 0  | 0  | 8  | 1  | +7   | 15   |
| 2                                             | Nova Era FC            | 5  | 3  | 1  | 1  | 5  | 4  | +1   | 10   |
| 3                                             | Académica do Fogo      | 5  | 3  | 0  | 2  | 13 | 5  | +8   | 9    |
| 4                                             | Botafogo FC            | 5  | 3  | 0  | 2  | 9  | 4  | +5   | 9    |
| 5                                             | Spartak D'Aguadinha    | 4  | 2  | 1  | 1  | 7  | 5  | +2   | 7    |
| 6                                             | Valência               | 4  | 2  | 1  | 1  | 5  | 3  | +2   | 7    |
| 7                                             | Atlético dos Mosteiros | 4  | 1  | 1  | 2  | 4  | 5  | -1   | 4    |
| 8                                             | Cutelinho FC           | 5  | 1  | 0  | 4  | 4  | 11 | -7   | 3    |
| 9                                             | Nô Pintcha             | 4  | 1  | 0  | 3  | 5  | 14 | -9   | 3    |
| 10                                            | ABC FC                 | 5  | 0  | 0  | 5  | 2  | 10 | -8   | 0    |
| Última actualización: 25 de noviembre de 2017 |                        |    |    |    |    |    |    |      |      |

|  | Clasificado para el campeonato caboverdiano de fútbol 2018. |
|  | Descendido a segunda división de Fogo.                      |

(C) Campeón
(D) Descendido

## Resultados
| Botafogo           | 5 - 0 | Cutelinho  | 5 de Julho               | 28 de octubre | 14:00 |
| Académica Fogo     | 0 - 1 | Vulcânico  | 5 de Julho               | 28 de octubre | 16:00 |
| Atlético Mosteiros | 1 - 1 | Valência   | Francisco José Rodrigues | 28 de octubre | 16:00 |
| ABC                | 0 - 2 | Nova Era   | 5 de Julho               | 29 de octubre | 14:00 |
| Spartak            | 3 - 1 | Nô Pintcha | 5 de Julho               | 29 de octubre | 16:00 |

| Spartak    | 3 - 2 | Académica Fogo     | 5 de Julho               | 4 de noviembre | 14:00 |
| Valência   | 3 - 0 | Botafogo           | 5 de Julho               | 4 de noviembre | 16:00 |
| Nô Pintcha | 1 - 4 | Vulcânico          | Francisco José Rodrigues | 4 de noviembre | 14:00 |
| Cutelinho  | 2 - 1 | ABC                | Francisco José Rodrigues | 4 de noviembre | 16:00 |
| Nova Era   | 1 - 0 | Atlético Mosteiros | 5 de Julho               | 5 de noviembre | 16:00 |

| Botafogo           | 0 - 1 | Vulcânico  | 5 de Julho               | 11 de noviembre | 14:00 |
| Nova Era           | 1 - 1 | Spartak    | 5 de Julho               | 11 de noviembre | 16:00 |
| Atlético Mosteiros | 3 - 2 | Cutelinho  | Francisco José Rodrigues | 11 de noviembre | 16:00 |
| ABC                | 1 - 2 | Nô Pintcha | 5 de Julho               | 12 de noviembre | 14:00 |
| Académica Fogo     | 2 - 1 | Valência   | 5 de Julho               | 12 de noviembre | 16:00 |

| Spartak            | 0 - 1 | Valência       | 5 de Julho               | 18 de noviembre | 14:00 |
| Vulcânico          | 1 - 0 | ABC            | 5 de Julho               | 18 de noviembre | 16:00 |
| Atlético Mosteiros | 0 - 1 | Botafogo       | Francisco José Rodrigues | 18 de noviembre | 14:00 |
| Nô Pintcha         | 1 - 6 | Académica Fogo | Francisco José Rodrigues | 18 de noviembre | 16:00 |
| Nova Era           | 1 - 0 | Cutelinho      | 5 de Julho               | 19 de noviembre | 16:00 |

| Académica Fogo | 3 - 0 | ABC                | 5 de Julho               | 25 de noviembre | 14:00 |
| Botafogo       | 3 - 0 | Nova Era           | 5 de Julho               | 25 de noviembre | 16:00 |
| Cutelinho      | 0 - 1 | Vulcânico          | Francisco José Rodrigues | 25 de noviembre | 16:00 |
| Valência       | -     | Nô Pintcha         | 5 de Julho               | 26 de noviembre | 14:00 |
| Spartak        | -     | Atlético Mosteiros | 5 de Julho               | 26 de noviembre | 16:00 |

| ABC                | - | Botafogo       | 5 de Julho               | 2 de diciembre | 14:00 |
| Nova Era           | - | Académica Fogo | 5 de Julho               | 2 de diciembre | 16:00 |
| Cutelinho          | - | Spartak        | Francisco José Rodrigues | 2 de diciembre | 14:00 |
| Atlético Mosteiros | - | Nô Pintcha     | Francisco José Rodrigues | 2 de diciembre | 16:00 |
| Vulcânico          | - | Valência       | 5 de Julho               | 2 de diciembre | 16:00 |

| Vulcânico      | - | Atlético Mosteiros | 5 de Julho               | 9 de diciembre  | 14:00 |
| Spartak        | - | ABC                | 5 de Julho               | 9 de diciembre  | 16:00 |
| Nô Pintcha     | - | Nova Era           | Francisco José Rodrigues | 9 de diciembre  | 16:00 |
| Valência       | - | Cutelinho          | 5 de Julho               | 10 de diciembre | 14:00 |
| Académica Fogo | - | Botafogo           | 5 de Julho               | 10 de diciembre | 16:00 |

| Nova Era           | - | Valência       | 5 de Julho               | 16 de diciembre | 14:00 |
| Spartak            | - | Vulcânico      | 5 de Julho               | 16 de diciembre | 16:00 |
| Cutelinho          | - | Académica Fogo | Francisco José Rodrigues | 16 de diciembre | 14:00 |
| Atlético Mosteiros | - | ABC            | Francisco José Rodrigues | 16 de diciembre | 16:00 |
| Botafogo           | - | Nô Pintcha     | 5 de Julho               | 17 de diciembre | 16:00 |

| Vulcânico      | - | Nova Era           | 5 de Julho               | 22 de diciembre | 14:00 |
| ABC            | - | Valência           | 5 de Julho               | 22 de diciembre | 16:00 |
| Nô Pintcha     | - | Cutelinho          | Francisco José Rodrigues | 23 de diciembre | 16:00 |
| Académica Fogo | - | Atlético Mosteiros | 5 de Julho               | 23 de diciembre | 14:00 |
| Spartak        | - | Botafogo           | 5 de Julho               | 23 de diciembre | 16:00 |

| Vulcânico  | - | Académica Fogo     | 5 de Julho               | 13 de enero | 16:00 |
| Cutelinho  | - | Botafogo           | Francisco José Rodrigues | 13 de enero | 14:00 |
| Nô Pintcha | - | Spartak            | Francisco José Rodrigues | 13 de enero | 16:00 |
| Nova Era   | - | ABC                | 5 de Julho               | 14 de enero | 14:00 |
| Valência   | - | Atlético Mosteiros | 5 de Julho               | 14 de enero | 16:00 |

| Académica Fogo     | - | Spartak    | 5 de Julho               | 20 de enero | 14:00 |
| Botafogo           | - | Valência   | 5 de Julho               | 20 de enero | 16:00 |
| Atlético Mosteiros | - | Nova Era   | Francisco José Rodrigues | 20 de enero | 16:00 |
| Vulcânico          | - | Nô Pintcha | 5 de Julho               | 21 de enero | 14:00 |
| ABC                | - | Cutelinho  | 5 de Julho               | 21 de enero | 16:00 |

| Vulcânico  | - | Botafogo           | 5 de Julho               | 27 de enero | 14:00 |
| Spartak    | - | Nova Era           | 5 de Julho               | 27 de enero | 16:00 |
| Nô Pintcha | - | ABC                | Francisco José Rodrigues | 27 de enero | 14:00 |
| Cutelinho  | - | Atlético Mosteiros | Francisco José Rodrigues | 27 de enero | 16:00 |
| Valência   | - | Académica Fogo     | 5 de Julho               | 28 de enero | 16:00 |

| Valência       | - | Spartak            | 5 de Julho               | 10 de febrero | 14:00 |
| ABC            | - | Vulcânico          | 5 de Julho               | 10 de febrero | 16:00 |
| Cutelinho      | - | Nova Era           | Francisco José Rodrigues | 10 de febrero | 16:00 |
| Botafogo       | - | Atlético Mosteiros | 5 de Julho               | 11 de febrero | 14:00 |
| Académica Fogo | - | Nô Pintcha         | 5 de Julho               | 11 de febrero | 16:00 |

| ABC                | - | Académica Fogo | 5 de Julho               | 17 de febrero | 14:00 |
| Nova Era           | - | Botafogo       | 5 de Julho               | 17 de febrero | 16:00 |
| Nô Pintcha         | - | Valência       | Francisco José Rodrigues | 17 de febrero | 14:00 |
| Atlético Mosteiros | - | Spartak        | Francisco José Rodrigues | 17 de febrero | 16:00 |
| Vulcânico          | - | Cutelinho      | 5 de Julho               | 18 de febrero | 16:00 |

| Botafogo       | - | ABC                | 5 de Julho               | 24 de febrero | 14:00 |
| Académica Fogo | - | Nova Era           | 5 de Julho               | 24 de febrero | 16:00 |
| Nô Pintcha     | - | Atlético Mosteiros | Francisco José Rodrigues | 24 de febrero | 16:00 |
| Spartak        | - | Cutelinho          | 5 de Julho               | 25 de febrero | 14:00 |
| Valência       | - | Vulcânico          | 5 de Julho               | 25 de febrero | 16:00 |

| Nova Era           | - | Nô Pintcha     | 5 de Julho               | 10 de marzo | 14:00 |
| Botafogo           | - | Académica Fogo | 5 de Julho               | 10 de marzo | 16:00 |
| Cutelinho          | - | Valência       | Francisco José Rodrigues | 10 de marzo | 14:00 |
| Atlético Mosteiros | - | Vulcânico      | Francisco José Rodrigues | 10 de marzo | 16:00 |
| ABC                | - | Spartak        | 5 de Julho               | 11 de marzo | 16:00 |

| Valência       | - | Nova Era           | 5 de Julho               | 17 de marzo | 14:00 |
| Vulcânico      | - | Spartak            | 5 de Julho               | 17 de marzo | 16:00 |
| Nô Pintcha     | - | Botafogo           | Francisco José Rodrigues | 17 de marzo | 16:00 |
| Académica Fogo | - | Cutelinho          | 5 de Julho               | 18 de marzo | 14:00 |
| ABC            | - | Atlético Mosteiros | 5 de Julho               | 18 de marzo | 16:00 |

| Nova Era           | - | Vulcânico      | 5 de Julho               | 24 de marzo | 14:00 |
| Valência           | - | ABC            | 5 de Julho               | 24 de marzo | 16:00 |
| Atlético Mosteiros | - | Académica Fogo | Francisco José Rodrigues | 24 de marzo | 14:00 |
| Cutelinho          | - | Nô Pintcha     | Francisco José Rodrigues | 24 de marzo | 16:00 |
| Botafogo           | - | Spartak        | 5 de Julho               | 25 de marzo | 16:00 |

### Evolución de las posiciones
| ABC                | 9  | 9  | 10 | 10 | 10 |   |
| Académica          | 7  | 8  | 7  | 5  |    |   |
| Atlético Mosteiros | 6  | 7  | 5  | 7  |    |   |
| Botafogo FC        | 1  | 5  | 6  | 6  |    |   |
| Cutelinho FC       | 10 | 6  | 9  | 8  |    |   |
| Nô Pintcha         | 8  | 10 | 8  | 9  |    |   |
| Nova Era           | 3  | 3  | 3  | 2  |    |   |
| Spartak            | 2  | 2  | 2  | 3  |    |   |
| Valência           | 5  | 4  | 4  | 4  |    |   |
| Vulcânicos         | 4  | 1  | 1  | 1  | 1  | 1 |

| Campeón o título |

## Estadísticas
- Mayor goleada:

Botafogo 5 - 0 Baxada (28 de octubre)
Nô Pintcha 1 - 6 Académica Fogo (18 de noviembre)
- Partido con más goles: Nô Pintcha 1 - 6 Académica Fogo (18 de noviembre)
- Mejor racha ganadora: Vulcânicos; 4 jornadas (jornada 1 a 4)
- Mejor racha invicta: Vulcânicos y Nova Era; 4 jornadas (jornada 1 a 4)
- Mejor racha marcando: 3 equipos; 3 jornadas (jornada 1 a 4)
- Mejores racha imbatida: Nova Era y Vulcânicos; 2 jornadas